# Ostedes dentata
Ostedes dentata är en skalbaggsart som beskrevs av Maurice Pic 1936. Ostedes dentata ingår i släktet Ostedes och familjen långhorningar. Inga underarter finns listade i Catalogue of Life.